# Hassan Afsheen Shaheem
Hassan Afsheen Shaheem (* 4. August 1993) ist ein Badmintonspieler von den Malediven. 

## Karriere
Hassan Afsheen Shaheem nahm 2008 und 2009 an den Asienmeisterschaften teil, ohne sich im Vorderfeld platzieren zu können. 2010, 2011, 2012 und 2013 war er bei den Maldives International am Start. 2014 repräsentierte er sein Land als Nationalspieler bei den Asienspielen.